# Yolanda Bergel Sainz de Baranda
Yolanda Bergel Sainz de Baranda (Madrid, 18 de septiembre de 1970) es una abogada e investigadora española especializada en Derecho Privado. Fue nombrada doctor honoris causa en la Universidad de Örebro de Suecia y actualmente (2021) trabaja como profesora visitante en la Universidad Carlos III de Madrid, desde la cual participa en varios proyectos de investigación.  

## Biografía

### Formación Académica
Se licenció en Derecho en el Colegio de Estudios Universitarios San Pablo – C.E.U. en Madrid en 1993 al mismo tiempo que obtuvo el diploma en Derecho Comunitario en la misma universidad. Al año siguiente consiguió la LLM (Máster en Abogacía) en Derecho Internacional de Negocios en el King’s College de Londres, en Inglaterra. En 2008 se doctoró en Derecho Privado en la Universidad Carlos III de Madrid, donde actualmente es profesora.
El 8 de febrero de 2014 fue nombrada doctor honoris causa en la Universidad de Örebro de Suecia.
En 2019 se le concedió por unanimidad el Premio Rodrigo Uría Meruéndano de Derecho del Arte por el artículo titulado "La exportación de obras de arte. Régimen jurídico y criterios para decidir sobre la concesión del permiso de exportación. Una propuesta de lege ferenda".
Además, Yolanda Bergel domina varios idiomas, entre los que destacan el inglés y el francés, aunque también tiene nociones de italiano y chino mandarín. 

### Experiencia profesional
En sus inicios laborales comenzó trabajando como abogada (1994-1998), pero en el año 2000 se encaminó al mundo de la docencia y la investigación. Actualmente es profesora visitante en la Facultad de Ciencias Sociales y Jurídicas de la Universidad Carlos III de Madrid. 

### Difusión académica e investigadora
Yolanda Bergel Saiz de Baranda ha promovido cursos y seminarios y ha participado en numerosas conferencias alrededor del mundo. Desde países europeos como España, Francia, Alemania, Italia y Suecia, entre otros, hasta ciudades como Santiago de Chile en Suramérica. Asimismo ha publicado numerosos artículos científicos tanto en revistas españolas como internacionales de prestigio. Además, ha participado y participa en numerosos proyectos de docencia e investigación tanto nacionales como internacionales, destacando los proyectos de investigación financiados por el MEC  “Hacia un código del consumidor” y “Como repensar la responsabilidad extracontractual y objetiva” y los Grupos de investigación de la Universidad Carlos III de Madrid “Persona jurídica, Trust y patrimonio separado” y “Derecho de daños”, siendo sus principales líneas de investigación el Derecho Privado Europeo, Derecho de daños, responsabilidad extracontractual, sociedad civil, fondos de inversión mobiliaria e inmobiliaria, entre otros. 
También es miembro del European Law Institute, la Sección Española de la Asociación Henri Capitant, el Institute of Art and Law, la Asociación Española de Derecho del Arte y árbitro de la Court of Arbitration for Art (CAfa).
Su trayectoria e influencia la ha llevado a ganar el Premio Rodrigo Uría Menéndez de Derecho del Arte por unanimidad en el año 2018, un galardón único en España y en Europa que incentiva los estudios jurídicos innovadores y de calidad en esta rama.

## Premios y reconocimientos
- 2014: Doctor honoris causa por la Universidad de Örebro (Suecia).[1]
- 2018: Premio Rodrigo Uría Menéndez de Derecho del Arte por unanimidad por el artículo titulado "La exportación de obras de arte. Régimen jurídico y criterios para decidir sobre la concesión del permiso de exportación. Una propuesta de lege ferenda".[14][16][17][18][19]